# Mihail Vronschih
Mihail Vronschih (n. 25 iulie 1941, Palanca, raionul Olănești, RSSM, URSS) este un specialist moldovean în domeniul protecției plantelor, membru corespondent al Academiei de Științe a Moldovei.

## Studii
- 1959—1964 — Institutul Agricol din Chișinău (în prezent Universitatea Agrară de Stat din Moldova).
- 1968—1971 — doctorantura la Institutul de Protecție a Plantelor din Leningrad, URSS (în prezent Sankt Petersburg, Rusia)
- 1997 — studii la Școala internațională de agrobusiness pe lângă Universitatea din Kansas, SUA;

## Cariera profesională
- în 1964 — agronom principal în colhozul Suvorov din raionul Ceadîr-Lunga.
- 1965-1968 — cadru didactic la catedra de protecție a plantelor, Institutul Agricol din Chișinău
- din 1971 — șef al Secției de protecție plantelor la ICCC Selecția, Bălți;
- 1976-1992 — Membru al Comisiei Academiei de Științe Agricole a Uniunii Sovietice pentru metode agrotehnice de protecție a plantelor;
- 1976-1993 — director-adjunct la ICCC Selecția, Bălți;
- 1993-1999 — director al ICCC Selecția, Bălți;
- 1996-2007 — profesor la Institutul Nistrean de Economie și Drept din Bălți;
- 1999- 2000 — prefect al județului Bălți;
- din 1999 — vicepreședinte al asociației republicane „Uniagroproiect”;
- 2000-2004 — director-coordonator al programul de dezvoltare a complexului agroindustrial din județul Bălți;
- din 2001 — director executiv al asociației a producătorilor agricoli din regiunea de nord a Republicii Moldova;
- 2008-2009 — profesor universitar la Facultatea de Științe al Naturii și Agroecologie, USARB, Bălți.

## Titluri științifice
- 1971 — doctor în științe biologice;
- 1991 — doctor habilitat în științe biologice (la Institutul de Protecție a Plantelor din Leningrad)
- 1995 — membru-corespondent al Academiei de Științe a Moldovei.

## Premii
- 1985 — cavaler al ordinului „Insigna de onoare” (URSS);
- 1990 — laureat al premiului de stat în domeniul științei și tehnicii;
- 1991 — lucrător emerit în agricultură (Republica Moldova);
- 1994 — cavaler al Ordinului Republicii.